# Bartók János (református lelkész)
Bartók János (Felsőszuha, 1822. március 23. – Mezőzombor, 1908. július 9.) gortvakisfaludi református lelkész.

## Életútja
Bartók István és Járdánházi Rákhel köznemes földműves szülők fia. Sárospatakon végezte iskoláit; a szabadságharc itt érte mint teológust és őt is magával sodorta. 1850-ben a gömöri egyházmegyében Balogon volt segédlelkész, 1851-52-ben pedig Rimaszombatban gimnáziumi tanár. 1853-ban Gortvakisfalud választotta meg lelkészül.
Egyházi beszédei és imái a Fördős által szerkesztett Papi Dolgozatokban és a kecskeméti Lelkészi Tárban jelentek meg.

## Munkája
- Népszerű egyházi beszédek. 1. füzet, Miskolcz, 1872. 2. füzet, Sárospatak, 1875. 3. füzet, Bpest, 1879.